# Santos (piłkarz)
Santos, właśc. João José dos Santos (ur. 25 lipca 1955 w Recife) – piłkarz brazylijski, występujący na pozycji napastnika.

## Kariera klubowa
Zawodową karierę piłkarską Santos rozpoczął w klubie Santa Cruz Recife w 1973 roku. We Santa Cruz 26 sierpnia 1973 w przegranym 0-4 meczu z Grêmio Porto Alegre Santos zadebiutował w lidze brazylijskiej. Z Santa Cruz zdobył mistrzostwo stanu Pernambuco – Campeonato Pernambucano w 1976 roku. W latach 1977–1978 występował w SC Internacional. Z Internacionalem zdobył mistrzostwo stanu Rio Grande do Sul – Campeonato Gaúcho w 1978 roku.
Po epizodzie we CR Flamengo w 1978, w latach 1979–1982 był zawodnikiem Coritiby. Z Coritibą zdobył mistrzostwo stanu Parana – Campeonato Paranaense w 1979 roku. W barwach Coritiby Santos wystąpił ostatni raz w lidze brazylijskiej 23 marca 1980 w przegranym 1-2 meczu z Santa Cruz Recife. Ogółem w latach 1973–1980 w I lidze wystąpił w 51 meczach, w których strzelił 5 bramek. W 1983 roku po raz drugi występował w Internacionalu.

## Kariera reprezentacyjna
Santos występował w olimpijskiej reprezentacji Brazylii. W 1975 roku zdobył z nią złoty medal Igrzysk Panamerykańskich. Na turnieju w Meksyku wystąpił w czterech meczach z Nikaraguą (2 bramki), Boliwią, Argentyną, Trynidadem i Tobago (2 bramki) i Meksykiem.
W 1976 roku Santos uczestniczył w Igrzyskach Olimpijskich w Montrealu. Na turnieju Santos wystąpił w czterech meczach reprezentacji Brazylii z NRD, Hiszpanią, Izraelem i Polską.